# Mercedes-AMG GT

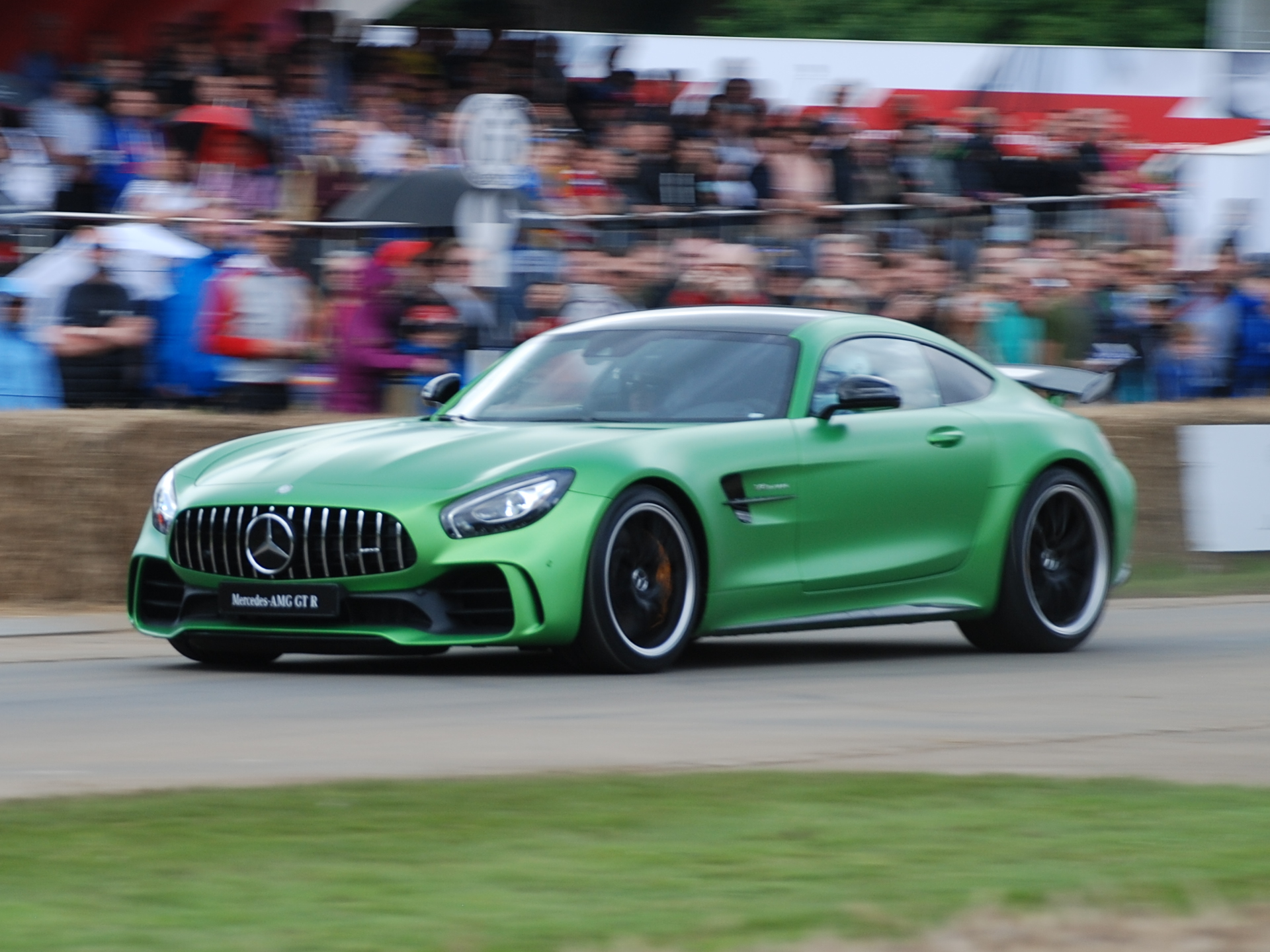
Mercedes-AMG GT R op Goodwood

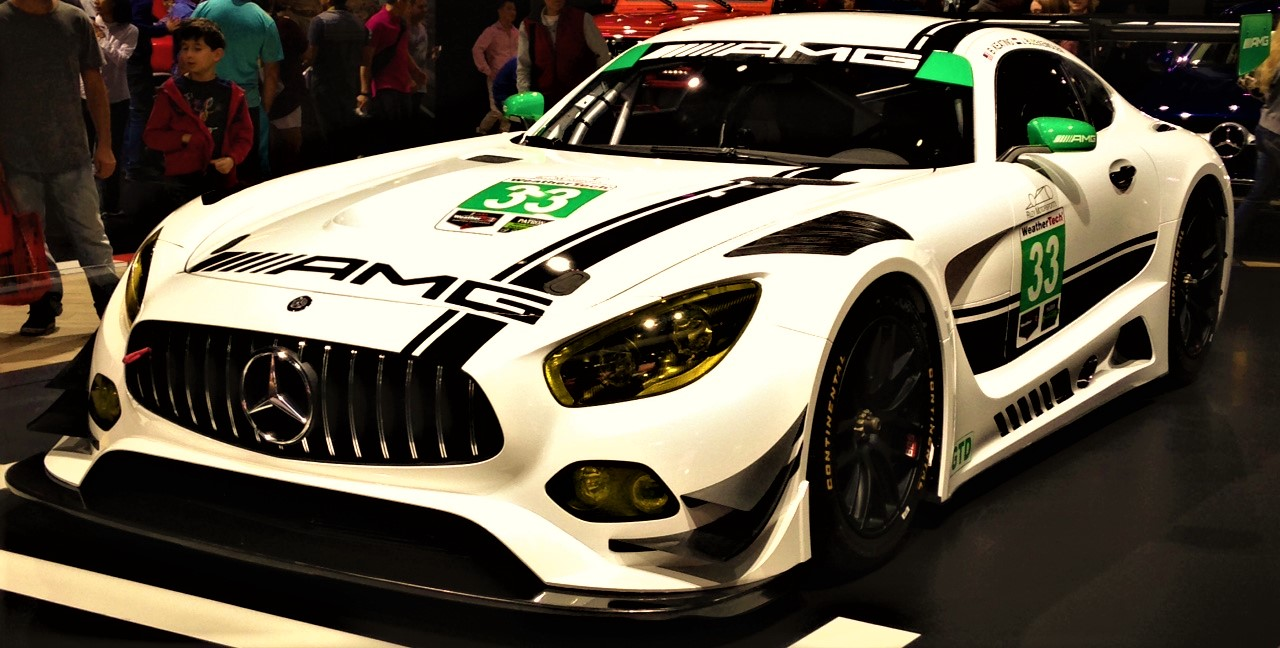
Mercedes-AMG GT 3

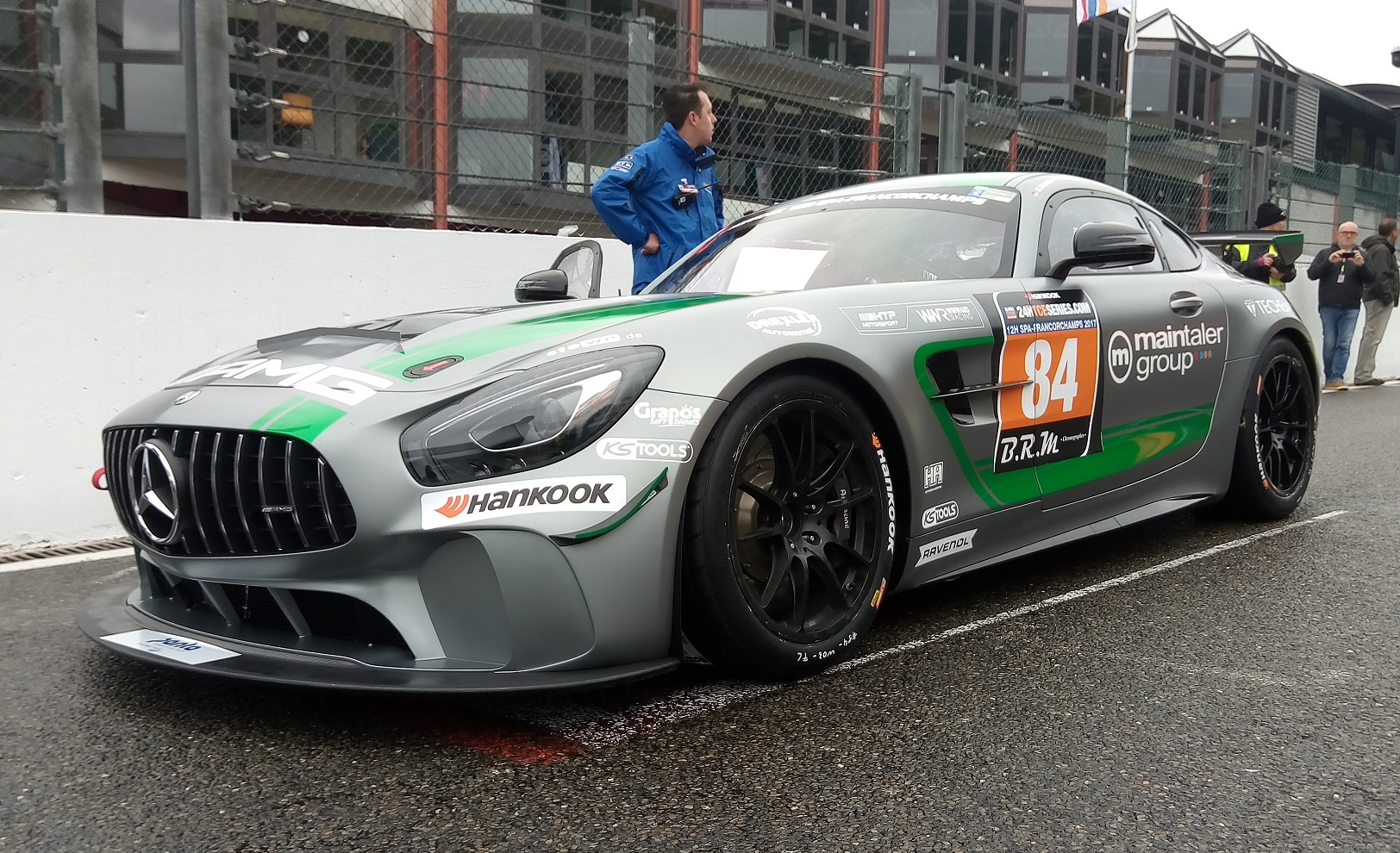
Mercedes-AMG GT 4

De Mercedes-AMG GT is een sportwagen van het Duitse automerk Mercedes-Benz, of beter gezegd hun submerk Mercedes-AMG. Het is de opvolger van de Mercedes-Benz SLS AMG en de tweede auto die volledig door AMG zelf ontwikkeld is. De auto werd gepresenteerd op de Mondial de l'Automobile 2014 in Parijs. De AMG GT is meer een Gran Turismo dan zijn voorganger en is ook een stuk goedkoper.

## Uiterlijk
De AMG GT is er als coupé en als roadster. De coupé weegt in zijn basisvorm 1515 kg en de roadster 1570 kg. De coupé houdt dezelfde basisvorm als de SLS AMG, met een erg lange motorkap en korte, snel aflopende achterkant. De achterkant is toch wel anders; het loop met een afronding af, in tegenstelling tot zijn voorganger. Één belangrijk verschil met de SLS is het feit dat de GT geen gullwing deuren heeft, maar gewone deuren. De roadster kwam twee jaar later heeft een stoffen dak dat elektrisch tot 50 km/u bediend kan worden. Het bestaat uit drie lagen en gaat in 11 seconden open of dicht.

## Technisch
De AMG GT heeft een nieuwe V8. Het betreft een 4,0 liter-exemplaar met twee twinscroll-turbo's in de V (een zogenaamde Hot-V-configuratie). Het blok levert in de AMG GT 462 pk en 600 Nm, in de roadster betreft dit 476 pk en 630 Nm. Later werd de coupé net zo sterk. Er zijn echter ook sterkere varianten verschenen. Om te beginnen de GT S, die over 510 pk en 650 Nm beschikt (dit werd later 522 pk). Deze is alleen beschikbaar als coupé en beschikt ook over allerlei zaken dit de standaard GT niet heeft, zoals een elektronisch sperdifferentieel, Race Mode, launch control, adaptieve dempers en een actief uitlaatsysteem. De volgende stap is de GT C. Deze kwam aanvankelijk alleen als roadster, later ook als coupé. In deze variant levert de V8 558 pk en 680 Nm. Verder is de GT C verbreed en heeft deze versie vierwielbesturing, wat niet op mindere GT's te krijgen is. De extreemste variant is echter de GT R. Het is de GT voor het circuit. Om te beginnen levert de V8 weer meer vermogen, namelijk 585 pk bij 6250 tpm, en meer koppel, namelijk 700 Nm. Ook heeft de GT R een heftiger uiterlijk, met nieuwe aerodynamische bumpers en een met de hand verstelbare achterspoiler. De grille bestaat uit verticale spijlen en de GT R is gepresenteerd in een unieke groene kleur. Ook is de GT R 70 kg lichter dan de GT C, met name door verschillende luxes te schrappen. Deze auto heeft de Nürburgring Nordschleife in 7:10,92 gereden.
Het bijzondere aan de aandrijflijn is, is dat hij actief is opgehangen om de vibraties ervan te voorkomen. En ook dat de versnellingsbak achterin ligt bij het sperdifferentieel.

## Gegevens
| Coupé      | Coupé    | Coupé    | Coupé  | Coupé   | Coupé      | Coupé       | Coupé        |
| Aanduiding | Motor    | Vermogen | Koppel | Gewicht | 0-100 km/u | Topsnelheid | Jaartal      |
| ---------- | -------- | -------- | ------ | ------- | ---------- | ----------- | ------------ |
| GT         | 4,0 L V8 | 462 pk   | 600 Nm | 1515 kg | 4,0 s      | 304 km/u    | 2014 - 2017  |
| GT         | 4,0 L V8 | 476 pk   | 630 Nm | 1515 kg | 4,0 s      | 304 km/u    | 2017 - heden |
| GT S       | 4,0 L V8 | 510 pk   | 650 Nm | 1545 kg | 3,8 s      | 310 km/u    | 2014 - 2017  |
| GT S       | 4,0 L V8 | 522 pk   | 670 Nm | 1545 kg | 3,8 s      | 310 km/u    | 2017 - heden |
| GT C       | 4,0 L V8 | 558 pk   | 670 Nm | 1600 kg | 3,7 s      | 317 km/u    | 2018 - heden |
| GT R       | 4,0 L V8 | 585 pk   | 700 Nm | 1530 kg | 3,6 s      | 318 km/u    | 2016 - heden |

| Roadster   | Roadster | Roadster | Roadster | Roadster | Roadster   | Roadster    | Roadster     |
| Aanduiding | Motor    | Vermogen | Koppel   | Gewicht  | 0-100 km/u | Topsnelheid | Jaartal      |
| ---------- | -------- | -------- | -------- | -------- | ---------- | ----------- | ------------ |
| GT         | 4,0 L V8 | 476 pk   | 630 Nm   | 1570 kg  | 4,0 s      | 302 km/u    | 2016 - heden |
| GT C       | 4,0 L V8 | 558 pk   | 670 Nm   | 1635 kg  | 3,7 s      | 316 km/u    | 2016 - heden |

| 4-door Coupé          | 4-door Coupé            | 4-door Coupé | 4-door Coupé | 4-door Coupé | 4-door Coupé | 4-door Coupé | 4-door Coupé  |
| Aanduiding            | Motor                   | Vermogen     | Koppel       | Gewicht      | 0-100 km/u   | Topsnelheid  | Jaartal       |
| --------------------- | ----------------------- | ------------ | ------------ | ------------ | ------------ | ------------ | ------------- |
| GT43                  | 3,0 L V6                | 367 pk       | 500 Nm       | 1970 kg      | 4,9 s        | 270 km/u     | 2018 - heden  |
| GT53                  | 3,0 L V6 + elektromotor | 435 pk       | 520 Nm       | 2045 kg      | 4,5 s        | 285 km/u     | 2018 - heden  |
| GT63s                 | 4,0 L V8                | 585 pk       | 900 Nm       | 2045 kg      | 3,4 s        | 311 km/u     | 2018 - heden  |
| GT63s                 | 4,0 L V8                | 639 pk       | 900 Nm       | 2045 kg      | 3,2 s        | 315 km/u     | 2018 - heden  |
| GT 63 S E Performance | 4,0 L V8 + elektromotor | 843 pk       | 1200 Nm      | 2380 kg      | 2,9 s        | 315 km/u     | 2021? - heden |

## Motorsport
De AMG GT is op verschillende manieren ingezet in de motorsport. Om te beginnen als safety car in de Formule 1, in de jaren 2015, 2016 en 2017 als GT S, in 2018 als GT R. In maart 2015 werd de Mercedes-AMG GT3 gepresenteerd, die in de FIA GT3-klasse uitkomt. Deze auto heeft onder andere de 24 uur van de Nürburgring 2016 gewonnen en komt ook uit in de Super GT, in de GT300 klasse. Opvallend genoeg gebruikt deze auto niet de 4,0 liter biturbo V8 uit de productieauto, maar de atmosferische 6,2 liter V8 uit zijn voorganger, de SLS AMG. In de GT3 levert dit blok 631 pk en 635 Nm. In 2017 werd ook de AMG GT4 gepresenteerd, die uiteraard aan de FIA GT4 regels voldoet.